# Mariene ecoregio Kleine Sunda-eilanden
De Mariene ecoregio Kleine Sunda-eilanden (132) (Engels: Lesser Sunda marine ecoregion) is een biogeografische regio en ligt in het oosten van de Indische Oceaan in de Mariene provincie Westelijke Koraaldriehoek (30) in het Marien rijk Centrale Indo-Pacific. De mariene ecoregio is vastgesteld door het World Wide Fund for Nature en The Nature Conservancy en is vernoemd naar de Kleine Sunda-eilanden.
In het noordwesten grenst het gebied aan de mariene ecoregio Sundaplat/Javazee (117) en de mariene ecoregio Celebeszee/Straat Makassar (128), in het noordoosten aan de mariene ecoregio Bandazee (131), in het zuidoosten aan de mariene ecoregio Bonapartekust (141), in het zuiden aan de mariene ecoregio Exmouth naar Broome (144) en in het westen aan de mariene ecoregio Zuidelijk Java (119).

## Geografie
De mariene ecoregio ligt in het oosten van de Indische Oceaan in het zuiden van Indonesië rond de Kleine Sunda-eilanden en de kusten van Oost-Timor. Het gebied ligt in de Balizee, Floreszee, Bandazee, Sawuzee en de Timorzee en omvat onder andere de wateren rond de Kleine Soenda-eilanden (Bali, Lombok, Sumbawa, Sumba, Flores, Solorarchipel, Roti, Timor) en rond Wetar.
Door het gebied stroomt de Indonesische doorstroom.

## Biogeografie
Het gebied kent zeeleven dat houdt van tropische temperaturen.